# Neobythites stigmosus
Neobythites stigmosus är en fiskart som beskrevs av Machida, 1984. Neobythites stigmosus ingår i släktet Neobythites och familjen Ophidiidae. Inga underarter finns listade i Catalogue of Life.